# Cabo Bojeador
Cabo Bojeador é um cabo existente na ponta do extremo noroeste da ilha de Luzon, nas Filipinas. Fica a 40 km a norte de Laoag. Tem um farol, o mais visitado do país, e que foi escolhido para vários filmes e séries de TV filipinas.